# 莫栄新
莫 栄新（ばく えいしん）は清末民初の軍人。旧桂系（旧広西派）の軍人。字は日初。

## 事跡
幼い頃は学問に励んだが、成長するにつれ農民や雑貨店の店員に転じている。1871年（同治10年）に軍隊に加入して、広西の巡防営において次第に昇進する。1909年（宣統元年）に広西巡防営幇統となり、梧州に駐屯した。1911年（宣統3年）6月、陸栄廷が広西提督に昇進すると、莫栄新は巡防栄督帯に昇進した。辛亥革命勃発後、莫は慶遠府長に任じられている。
1912年（民国元年）5月、莫栄新は、陸栄廷から梧州府長兼梧州関監督に任命される。それからまもなく、広西中区第1正司令に任命された。1914年（民国3年）、広西陸軍第1師第2旅旅長兼蒼梧道道尹に任命される。1915年（民国4年）9月、桂平鎮守使に任命され、同年12月、袁世凱が皇帝に即位すると二等男爵に封じられた。1916年（民国5年）、陸が護国戦争（第三革命）に呼応し、5月に肇慶で護国軍両広都司令部が成立すると、莫は護国軍第3師師長兼肇慶衛戍司令に任命されている。
袁世凱死後の同年10月、莫栄新は広恵鎮守使を兼任し、12月には広東第2混成旅旅長に異動した。1917年（民国6年）11月、広東督軍に任命されている。1918年（民国7年）8月、陸栄廷らが主導権を握った改組後の広州軍政府において、莫は陸軍部長を兼任した。1920年（民国9年）10月、孫文を支持する陳炯明に敗北すると、莫は下野して上海に逃げ込み、高崇民という偽名で潜伏した。1928年（民国17年）秋、故郷の桂平に引退している。
1930年（民国19年）3月30日、桂平にて病没。享年78（満76歳）。